# Pascal Lina
Pascal Lina (13 dicembre 1970) è un ex calciatore francese martinicano, di ruolo centrocampista.

## Carriera

### Nazionale
Ha debuttato in Nazionale il 15 maggio 2001, in Giamaica-Martinica (1-0). Ha messo a segno la sua prima rete con la maglia della Nazionale il 6 gennaio 2002, nell'amichevole Martinica-Haiti (3-3). Ha partecipato, con la Nazionale, alla CONCACAF Gold Cup 2002. Ha collezionato in totale, con la maglia della Nazionale, 9 presenze e una rete.

## Palmarès

### Club

#### Competizioni nazionali
- Campionato martinicano di calcio: 6

Club Franciscain: 2002-2003, 2003-2004, 2004-2005, 2005-2006, 2006-2007, 2008-2009
- Coppa della Martinica: 5

Club Franciscain: 2002-2003, 2003-2004, 2004-2005, 2006-2007, 2007-2008